# Gregie De Maeyer
Gregie De Maeyer (Kruibeke, 14 april 1951 - 29 juli 1998) was een Belgische illustrator en schrijver van kinderboeken.

## Leven
Hij studeerde één jaar Publiciteit aan de Koninklijke Academie in Sint-Niklaas en nadien aan het Hoger Instituut voor Grafisch Onderwijs in Gent.

## Werk
Als negentienjarige zette hij de eerste stappen in het wereldje door cartoons te tekenen voor kranten en tijdschriften. Zijn grote doorbraak kwam er echter pas in 1976, wanneer hij de illustraties verzorgde voor De Heksenschool van Henri van Daele. Hij zou uiteindelijk meer dan 30 boeken van Henri van beeld voorzien en ze werden een onafscheidelijk duo. De Maeyer was een van de eerste Vlaamse illustratoren die ijverde voor de vermelding van de naam van de illustrator op de cover van een boek. Hij vond immers dat een illustrator vaak vergeten wordt, terwijl zijn bijdrage aan de totstandkoming van een kinderboek uiteindelijk zeker zo belangrijk is. Vanaf 1985 begon De Maeyer ook zelf te schrijven. Zijn eerste echte boek was Pief poef paf, mijn broek zakt af en kwam uit in 1985. Voor dat boek kreeg hij in 1986 een Boekenleeuw. De erkenningen en prijzen volgden elkaar vanaf dat moment op. Toen hij in 1995 de driejaarlijkse Prijs van de Vlaamse Gemeenschap voor Jeugdliteratuur ontving voor zijn boek Fietsen (1993), was hij definitief gevestigd en gewaardeerd. Hij was ook de eerste Vlaamse illustrator die de Premio Grafico kreeg op de boekenbeurs in Bologna (in 1984 voor Boerenjongens, tekst van Henri van Daele, 1983). Hij bleef niet enkel bij de papieren versie van een jeugdboek, maar ging ook de audio-visuele toer op. Samen met Henri van Daele zorgde hij voor de animatiereeks voor kleuters Saartje en Sander, die vanaf oktober 1989 op de buis verscheen. Zijn artistieke totaalprojecties genoten wereldfaam, denk maar aan zijn bewerking van Juul die hij samen met kunstenaar Koen Vanmechelen in mekaar stak en waarmee hij furore maakt tot zelfs in Scandinavische landen. Ook zijn talrijke theaterproducties (Fietsen, In de put, Mama, ...) kregen veel bijval. Postuum verschenen onder andere nog De koningste koning en Reuze.

## Bekroningen
- 1985: Kinder- en Jeugdjury Vlaanderen (KJV) voor Flip de drakendoder
- 1986: Boekenleeuw voor Pief Poef Paf, mijn broek zakt af
- 1994: Boekenwelp voor In de put
- 1995: Prijs van de Vlaamse Gemeenschap voor Jeugdliteratuur voor Fietsen

- Digitale Bibliotheek voor de Nederlandse Letteren: maey003
- Gemeinsame Normdatei: 173102085
- International Standard Name Identifier: 0000 0000 0817 4356
- Nederlandse Thesaurus van Auteursnamen: 068962282
- RKD-Nederlands Instituut voor Kunstgeschiedenis: 103645
- Système universitaire de documentation: 192151649
- Union List of Artist Names: 500529508
- Virtual International Authority File: 189876711
- WorldCat: E39PBJp68JBYjY3dFQkpVBtHYP